# تيم باورز
تيموتي باورز (بالإنجليزية: Tim Powers) (29 فبراير 1952) كاتب روائي أمريكي عرف بشكل خاص في کتابه «ديکلر» إضافة لأعمال أخرى.

## روابط خارجية
- تيم باورز على موقع IMDb (الإنجليزية)
- تيم باورز على موقع قاعدة بيانات الأفلام السويدية (السويدية)